# Krupa na Vrbasu
Krupa na Vrbasu je naseljeno mjesto u sastavu Grada Banje Luke, Republika Srpska, Bosna i Hercegovina.

## Stanovništvo
| Krupa na Vrbasu    |                |                |                |
| godina popisa      | 1991.          | 1981.          | 1971.          |
| Srbi               | 1826 (98,27 %) | 1974 (92,54 %) | 2456 (98,63 %) |
| Hrvati             | 7 (0,37 %)     | 5 (0,23 %)     | 13 (0,52 %)    |
| Muslimani          | 1 (0,05 %)     | 7 (0,32 %)     | 10 (0,40 %)    |
| Jugoslaveni        | 14 (0,75 %)    | 137 (6,42 %)   | 0              |
| ostali i nepoznato | 10 (0,53 %)    | 10 (0,46 %)    | 11 (0,44 %)    |
| ukupno             | 1858           | 2133           | 2490           |

## Povijest
U blizini se nalazi srednjovjekovna tvrđava Greben.
Do 1963. godine, Krupa na Vrbasu bila je i sjedište općine koja je tada ukinuta i pripojena općini Banjoj Luci. Općina Krupa na Vrbasu obuhvaćala je naseljena mjesta: Agino Selo, Bočac, Dobrnja, Dujakovci, Kola, Krmine, Krupa na Vrbasu, Lokvari, Lusići, Ljubačevo, Pavići, Rekavice, Stričići i Šljivno.

## Sport
- FK Krupa, nogometni klub